# Lạc vào tiền sử
Lạc vào tiền sử (tựa gốc tiếng Anh: Journey to the Center of the Earth) là bộ phim viễn tưởng và phiêu lưu năm 2008 của Mỹ, định dạng 3D, do Eric Brevig làm đạo diễn, chuyển thể từ một bộ tiểu thuyết cùng tên của nhà văn Jules Verne. Phim có sự tham gia của Brendan Fraser, Josh Hutcherson và Anita Briem. Phim khởi chiếu tại Việt Nam vào ngày 25 tháng 7 năm 2008 với tựa đề Lạc vào tiền sử.

## Nội dung
Nhà thám hiểm Max Anderson đang đi tham quan tâm Trái Đất thì bị một con khủng long Giganotosaurus đuổi theo, Max chết vì bị rơi xuống hố nham thạch khi đang cố nhảy qua bờ bên kia. Mười năm sau, con trai của Max là Sean Anderson đến thăm nhà Trevor Anderson - em trai của Max đồng thời là chú của Sean. Trevor đang làm nhà khoa học, anh ta lục trong thùng đồ cũ của Max và phát hiện có cuốn sách "Hành trình vào tâm Trái Đất", trong cuốn sách đó cũng có vài ghi chú của Max.
Hai chú cháu Trevor và Sean liền đi đến phòng thí nghiệm của Trevor, họ biết được có một núi lửa không hoạt động ở Iceland. Trevor và Sean đi máy bay đến Iceland để xem thử ở đó có phải là tâm Trái Đất hay không, họ định nhờ nhà khoa học người Ireland là ông Ásgeirsson dẫn đường giúp, nhưng lại tình cờ gặp Hannah Ásgeirsson - con gái của ông Ásgeirsson. Hannah kể rằng bố cô ta đã chết mấy năm trước trong thời gian đi thám hiểm tâm Trái Đất, Hannah đồng ý dẫn đường cho Trevor và Sean lên núi lửa. Cả ba người phải chạy vào hang đá để tránh sấm sét, họ nhìn thấy một hầm mỏ bị bỏ hoang ở đây, sau đó họ bị rơi sâu xuống lòng đất.
Trevor, Sean và Hannah rơi xuống hồ nước, họ thấy được rừng rậm cũng như biển cả dưới này, vậy là họ đã đến tâm Trái Đất. Trevor tìm ra vài đồ vật của Max, có cả lá thư Max muốn gửi cho Sean, Trevor đọc lá thư đó cho Sean nghe. Trevor, Sean và Hannah lên kế hoạch trở về bề mặt Trái Đất trước khi nhiệt độ dưới lòng đất lên đến 200 °F (khoảng 93 °C). Họ đóng một cái bè rồi bắt đầu vượt đại dương, vừa ra ngoài khơi thì một bầy cá ăn thịt dữ tợn Xiphactinus tấn công họ, Trevor và Sean lấy khúc gỗ trên bè đập bọn cá, bỗng dưng một bầy khủng long Elasmosaurus trồi dưới biển lên rồi ăn thịt hết bọn cá Xiphactinus. Gió thổi mạnh khiến cánh buồm lung lay, Sean giữ cánh buồm lại nhưng gió cũng thổi cậu bé bay đi, Trevor và Hannah lạc mất Sean từ lúc đó.
Sean tỉnh dậy thì thấy mình đang nằm bất tỉnh trên bờ biển, cậu bé kết bạn với một chú chim và đi theo nó tìm nước uống, tình cờ con khủng long Giganotosaurus phát hiện ra Sean rồi tấn công Sean. Trevor đến nơi kịp lúc, cứu được Sean thoát khỏi con khủng long. Trevor dẫn Sean chạy xuống dòng sông bên dưới hang đá, Hannah đang chờ hai chú cháu dưới đó, Hannah lấy bộ xương hàm khủng long để làm xuồng đi trên sông. Một lúc sau, ba người rơi xuống hố nham thạch nhưng may là kẹt lại giữa chừng, Trevor lấy pháo sáng đốt vào thành hố khiến nó nứt ra, nước trong thành hố chảy xuống nham thạch.
Nham thạch bắn một phát thật mạnh đưa Trevor, Sean và Hannah ra khỏi núi lửa, họ trượt xuống sườn núi, vô tình phá nát vườn cây của một người nông dân. Thực ra trong lúc thám hiểm tâm Trái Đất, Sean có nhặt được mấy viên kim cương, Sean đưa một viên cho người nông dân, xem như là bồi thường cho vườn cây của ông ta. Sau ngày hôm đó, Trevor và Sean về Mỹ, Hannah cũng đến Mỹ sống chung với Trevor vì Trevor và Hannah đã yêu nhau.

## Diễn viên
- Brendan Fraser vai Tiến sĩ Trevor Anderson
- Josh Hutcherson vai Sean Anderson
- Anita Briem vai Hannah Ásgeirsson
- Seth Meyers vai Tiến sĩ Alan Kitzens
- Jean-Michel Paré vai Max Anderson
- Jane Wheeler vai Elizabeth Anderson
- Giancarlo Caltabiano vai Leonard
- Garth Gilker vai Sigurbjörn Ásgeirsson
- Frank Fontaine vai Người nông dân

## Giải thưởng
| Giải thưởng                   | Năm  | Thể loại                                                 | Kết quả   | Nhân vật          |
| ----------------------------- | ---- | -------------------------------------------------------- | --------- | ----------------- |
| Giải Sự lựa chọn của Giới trẻ | 2008 | Choice Summer Movie: Action Adventure                    | Đề cử     |                   |
| Giải Nghệ sĩ trẻ              | 2009 | Best Performance in a Feature Film – Leading Young Actor | Đề cử     | Josh Hutcherson   |
| BMI Film & TV Awards          | 2009 |                                                          | Đoạt giải | Andrew Lockington |